# Joseph Archer Crowe
Joseph Archer Crowe, född 25 oktober 1825, död 6 september 1896, var en brittisk konstnär och konstforskare.
Crowe utbildade sig hos Paul Delaroche i Paris men hade föga framgång som målare. Ha skaffade sig däremot under sina många resor en ingående kunskap om nederländskt och italienskt måleri och började 1856 tillsammans med sin vän Giovanni Battista Cavalcaselle offentliggöra en rad arbeten om målarskolorna i dessa länder. Crowe har även utgivit biografier över italienska konstnärer och en självbiografi, Reminiscenses of 35 years of my life (1895).